# Пенье (Пошехонский район)
Пенье — деревня в Пошехонском районе Ярославской области России. Входит в состав Ермаковского сельского поселения.

## География
Деревня находится в северной части области, в подзоне южной тайги, на юго-восточном берегу Рыбинского водохранилища, на расстоянии примерно 13 километров (по прямой) к западу от города Пошехонье, административного центра района. Абсолютная высота — 113 метров над уровнем моря.

### Климат
Климат характеризуется как умеренно континентальный, с продолжительной холодной зимой и коротким умеренно тёплым летом. Среднегодовая температура воздуха — 2,9 — 3,5 °C. Годовое количество атмосферных осадков — 500—750 мм, из которых большая часть выпадает в тёплый период. Преобладающее направление ветра юго-западное.

### Часовой пояс
Пенье, как и вся Ярославская область, находится в часовой зоне МСК (московское время). Смещение применяемого времени относительно UTC составляет +3:00.

## Население
| 2007 | 2010 |
| ---- | ---- |
| 67   | ↘58  |

### Национальный состав
Согласно результатам переписи 2002 года, в национальной структуре населения русские составляли 98 % из 83 чел.

## Транспорт
До деревни идёт грунтовая дорога. Ближайшая остановка общественного транспорта «Плосково» находится в 2,1 км от деревни.